# Gmina Bački Petrovac
Gmina Bački Petrovac (serb. Opština Bački Petrovac / Општина Бачки Петровац) – gmina w Serbii, w Wojwodinie, w okręgu południowobackim. W 2018 roku liczyła 12 772 mieszkańców.